# 卡拉加灣

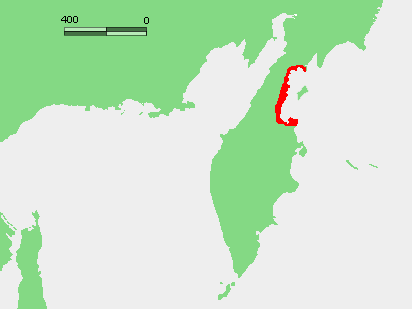
卡拉加灣

卡拉加灣是白令海的海灣，位於西伯利亞東北部堪察加半島東岸，水深30至60米，海灣內最大的島嶼是卡拉金斯克島，北面是韋爾霍圖羅夫島。